# Collegio elettorale di Napoli II (Regno d'Italia)
Il collegio elettorale di Napoli II è stato un collegio elettorale uninominale e di lista del Regno d'Italia per l'elezione della Camera dei deputati.

## Storia
Il collegio uninominale venne istituito, insieme ad altri 442, tramite regio decreto 17 dicembre 1860, n. 4513.
Successivamente divenne collegio plurinominale tramite regio decreto 24 settembre 1882, n. 999, in seguito alla riforma che stabilì complessivamente 135 collegi elettorali.
Tornò poi ad essere un collegio uninominale tramite regio decreto 14 giugno 1891, n. 280, in seguito alla riforma che stabilì complessivamente 508 collegi elettorali.
Fu soppresso nel 1919 in seguito alla riforma che definì 54 collegi elettorali.
| Legislature           | VIII | IX   | X    | XI   | XII  | XIII | XIV  | XV   | XVI  | XVII | XVIII | XIX  | XX   | XXI  | XXII | XXIII | XXIV | XXV  | XXVI | XXVII | XXVIII | XXIX | XXX  |
| --------------------- | ---- | ---- | ---- | ---- | ---- | ---- | ---- | ---- | ---- | ---- | ----- | ---- | ---- | ---- | ---- | ----- | ---- | ---- | ---- | ----- | ------ | ---- | ---- |
| Elezioni              | 1861 | 1865 | 1867 | 1870 | 1874 | 1876 | 1880 | 1882 | 1886 | 1890 | 1892  | 1895 | 1897 | 1900 | 1904 | 1909  | 1913 | 1919 | 1921 | 1924  | 1929   | 1934 | 1939 |
| Deputati nel collegio | 1    | 1    | 1    | 1    | 1    | 1    | 1    | 5    | 5    | 5    | 1     | 1    | 1    | 1    | 1    | 1     | 1    |      |      |       |        |      |      |
|                       |      |      |      |      |      |      |      |      |      |      |       |      |      |      |      |       |      |      |      |       |        |      |      |
| Totale eletti         | 443  | 493  | 493  | 508  | 508  | 508  | 508  | 508  | 508  | 508  | 508   | 508  | 508  | 508  | 508  | 508   | 508  | 508  | 535  | 535   | 400    | 400  |      |
| Numero collegi        | 443  | 493  | 493  | 508  | 508  | 508  | 508  | 135  | 135  | 135  | 508   | 508  | 508  | 508  | 508  | 508   | 508  | 54   | 40   | 15    | 1      | 1    |      |

## Dati elettorali
Nel collegio si svolsero elezioni per diciassette legislature.

### VIII legislatura
Le votazioni si svolsero in 443 collegi uninominali a doppio turno. Come previsto dalla legge elettorale del 17 dicembre 1860, era eletto al primo turno il candidato che «riunisce in suo favore più del terzo dei voti del total numero dei membri componenti il collegio e più della metà dei suffragi dati dai votanti presenti all'adunanza» (art. 91). Se nessun candidato era eletto, al ballottaggio tra i due candidati con più voti era eletto chi otteneva il maggior numero di voti (art. 92) o, in caso di ugual numero di voti, il maggiore d'età (art. 93).
| Partito                            | Partito                            | Candidato                          | Primo turno 27 gennaio 1861 | Primo turno 27 gennaio 1861 | Ballottaggio 3 febbraio 1861 | Ballottaggio 3 febbraio 1861 |
| Partito                            | Partito                            | Candidato                          | Voti                        | %                           | Voti                         | %                            |
| ---------------------------------- | ---------------------------------- | ---------------------------------- | --------------------------- | --------------------------- | ---------------------------- | ---------------------------- |
|                                    | —                                  | Giuseppe Mirabelli                 | 171                         | 31,49                       | 292                          | 61,22                        |
|                                    | —                                  | Camillo Caracciolo di Bella        | 224                         | 41,25                       | 185                          | 38,78                        |
|                                    | —                                  | Giuseppe Colonna                   | 98                          | 18,05                       |                              |                              |
|                                    | —                                  | Liborio Romano                     | 50                          | 9,21                        |                              |                              |
|                                    |                                    |                                    |                             |                             |                              |                              |
| Iscritti                           | Iscritti                           | Iscritti                           | 897                         | 100,00                      | 897                          | 100,00                       |
| ↳ Votanti (% su iscritti)          | ↳ Votanti (% su iscritti)          | ↳ Votanti (% su iscritti)          | 585                         | 65,22                       | 485                          | 54,07                        |
| ↳ Voti validi (% su votanti)       | ↳ Voti validi (% su votanti)       | ↳ Voti validi (% su votanti)       | 543                         | 92,82                       | 477                          | 98,35                        |
| ↳ Schede non valide (% su votanti) | ↳ Schede non valide (% su votanti) | ↳ Schede non valide (% su votanti) | 42                          | 7,18                        | 8                            | 1,65                         |
| ↳ Astenuti (% su iscritti)         | ↳ Astenuti (% su iscritti)         | ↳ Astenuti (% su iscritti)         | 312                         | 34,78                       | 412                          | 45,93                        |

L'onorevole Mirabelli fu sorteggiato il 24 maggio 1861 per eccedenza nel numero dei deputati magistrati. Fu indetta un'elezione suppletiva per il 23 giugno 1861
| Partito                            | Partito                            | Candidato                          | Primo turno 23 giugno 1861 | Primo turno 23 giugno 1861 | Ballottaggio 30 giugno 1861 | Ballottaggio 30 giugno 1861 |
| Partito                            | Partito                            | Candidato                          | Voti                       | %                          | Voti                        | %                           |
| ---------------------------------- | ---------------------------------- | ---------------------------------- | -------------------------- | -------------------------- | --------------------------- | --------------------------- |
|                                    | —                                  | Carlo De Cesare                    | 142                        | 55,91                      | 165                         | 55,00                       |
|                                    | —                                  | Agostino Santamaria                | 61                         | 24,02                      | 135                         | 45,00                       |
|                                    | —                                  | Giuseppe Colonna                   | 51                         | 20,08                      |                             |                             |
|                                    |                                    |                                    |                            |                            |                             |                             |
| Iscritti                           | Iscritti                           | Iscritti                           | 1 046                      | 100,00                     | 1 046                       | 100,00                      |
| ↳ Votanti (% su iscritti)          | ↳ Votanti (% su iscritti)          | ↳ Votanti (% su iscritti)          | 324                        | 30,98                      | 302                         | 28,87                       |
| ↳ Voti validi (% su votanti)       | ↳ Voti validi (% su votanti)       | ↳ Voti validi (% su votanti)       | 254                        | 78,40                      | 300                         | 99,34                       |
| ↳ Schede non valide (% su votanti) | ↳ Schede non valide (% su votanti) | ↳ Schede non valide (% su votanti) | 70                         | 21,60                      | 2                           | 0,66                        |
| ↳ Astenuti (% su iscritti)         | ↳ Astenuti (% su iscritti)         | ↳ Astenuti (% su iscritti)         | 722                        | 69,02                      | 744                         | 71,13                       |

### IX legislatura
Le votazioni si svolsero in 493 collegi uninominali a doppio turno con la stessa normativa precedente (al primo turno un numero di voti maggiore di un terzo degli iscritti al voto).
| Partito                            | Partito                            | Candidato                          | Primo turno 22 ottobre 1865 | Primo turno 22 ottobre 1865 | Ballottaggio 29 ottobre 1865 | Ballottaggio 29 ottobre 1865 |
| Partito                            | Partito                            | Candidato                          | Voti                        | %                           | Voti                         | %                            |
| ---------------------------------- | ---------------------------------- | ---------------------------------- | --------------------------- | --------------------------- | ---------------------------- | ---------------------------- |
|                                    | —                                  | Giuseppe Pisanelli                 | 219                         | 50,69                       | 260                          | 56,89                        |
|                                    | —                                  | Giuseppe Ricciardi                 | 158                         | 36,57                       | 197                          | 43,11                        |
|                                    | —                                  | Giovanni Stefanelli                | 55                          | 12,73                       |                              |                              |
|                                    |                                    |                                    |                             |                             |                              |                              |
| Iscritti                           | Iscritti                           | Iscritti                           | 1 264                       | 100,00                      | 1 264                        | 100,00                       |
| ↳ Votanti (% su iscritti)          | ↳ Votanti (% su iscritti)          | ↳ Votanti (% su iscritti)          | 467                         | 36,95                       | 467                          | 36,95                        |
| ↳ Voti validi (% su votanti)       | ↳ Voti validi (% su votanti)       | ↳ Voti validi (% su votanti)       | 432                         | 92,51                       | 457                          | 97,86                        |
| ↳ Schede non valide (% su votanti) | ↳ Schede non valide (% su votanti) | ↳ Schede non valide (% su votanti) | 35                          | 7,49                        | 10                           | 2,14                         |
| ↳ Astenuti (% su iscritti)         | ↳ Astenuti (% su iscritti)         | ↳ Astenuti (% su iscritti)         | 797                         | 63,05                       | 797                          | 63,05                        |

L'onorevole Pisanelli optò il 28 novembre 1865 per il collegio di Taranto e fu indetta un'elezione suppletiva per il 24 dicembre 1865.
| Partito                            | Partito                            | Candidato                          | Primo turno 24 dicembre 1865 | Primo turno 24 dicembre 1865 | Ballottaggio 31 dicembre 1865 | Ballottaggio 31 dicembre 1865 |
| Partito                            | Partito                            | Candidato                          | Voti                         | %                            | Voti                          | %                             |
| ---------------------------------- | ---------------------------------- | ---------------------------------- | ---------------------------- | ---------------------------- | ----------------------------- | ----------------------------- |
|                                    | —                                  | Carlo Poerio                       | 217                          | 81,89                        | 244                           | 79,22                         |
|                                    | —                                  | Raffaele Fioretti                  | 48                           | 18,11                        | 64                            | 20,78                         |
|                                    |                                    |                                    |                              |                              |                               |                               |
| Iscritti                           | Iscritti                           | Iscritti                           | 1 398                        | 100,00                       | 1 398                         | 100,00                        |
| ↳ Votanti (% su iscritti)          | ↳ Votanti (% su iscritti)          | ↳ Votanti (% su iscritti)          | 282                          | 20,17                        | 310                           | 22,17                         |
| ↳ Voti validi (% su votanti)       | ↳ Voti validi (% su votanti)       | ↳ Voti validi (% su votanti)       | 265                          | 93,97                        | 308                           | 99,35                         |
| ↳ Schede non valide (% su votanti) | ↳ Schede non valide (% su votanti) | ↳ Schede non valide (% su votanti) | 17                           | 6,03                         | 2                             | 0,65                          |
| ↳ Astenuti (% su iscritti)         | ↳ Astenuti (% su iscritti)         | ↳ Astenuti (% su iscritti)         | 1 116                        | 79,83                        | 1 088                         | 77,83                         |

### X legislatura
Le votazioni si svolsero in 493 collegi uninominali a doppio turno con la stessa normativa precedente (al primo turno un numero di voti maggiore di un terzo degli iscritti al voto).
| Partito                            | Partito                            | Candidato                          | Primo turno 10 marzo 1867 | Primo turno 10 marzo 1867 | Ballottaggio 17 marzo 1867 | Ballottaggio 17 marzo 1867 |
| Partito                            | Partito                            | Candidato                          | Voti                      | %                         | Voti                       | %                          |
| ---------------------------------- | ---------------------------------- | ---------------------------------- | ------------------------- | ------------------------- | -------------------------- | -------------------------- |
|                                    | —                                  | Carlo Poerio                       | 277                       | 62,95                     | 333                        | 69,96                      |
|                                    | —                                  | Giorgio Asproni                    | 101                       | 22,95                     | 143                        | 30,04                      |
|                                    | —                                  | N. Di Torella                      | 62                        | 14,09                     |                            |                            |
|                                    |                                    |                                    |                           |                           |                            |                            |
| Iscritti                           | Iscritti                           | Iscritti                           | 1 203                     | 100,00                    | 1 203                      | 100,00                     |
| ↳ Votanti (% su iscritti)          | ↳ Votanti (% su iscritti)          | ↳ Votanti (% su iscritti)          | 477                       | 39,65                     | 487                        | 40,48                      |
| ↳ Voti validi (% su votanti)       | ↳ Voti validi (% su votanti)       | ↳ Voti validi (% su votanti)       | 440                       | 92,24                     | 476                        | 97,74                      |
| ↳ Schede non valide (% su votanti) | ↳ Schede non valide (% su votanti) | ↳ Schede non valide (% su votanti) | 37                        | 7,76                      | 11                         | 2,26                       |
| ↳ Astenuti (% su iscritti)         | ↳ Astenuti (% su iscritti)         | ↳ Astenuti (% su iscritti)         | 726                       | 60,35                     | 716                        | 59,52                      |

L'onorevole Poerio morì il 28 aprile 1867 e fu indetta un'elezione suppletiva per il 19 maggio 1867.
| Partito                            | Partito                            | Candidato                          | Primo turno 19 magio 1867 | Primo turno 19 magio 1867 | Ballottaggio 26 maggio 1867 | Ballottaggio 26 maggio 1867 |
| Partito                            | Partito                            | Candidato                          | Voti                      | %                         | Voti                        | %                           |
| ---------------------------------- | ---------------------------------- | ---------------------------------- | ------------------------- | ------------------------- | --------------------------- | --------------------------- |
|                                    | —                                  | Giuseppe Salvatore Pianell         | 263                       | 63,99                     | 268                         | 66,34                       |
|                                    | —                                  | Filippo De Blasio                  | 76                        | 18,49                     | 136                         | 33,66                       |
|                                    | —                                  | Nicola Amore                       | 72                        | 17,52                     |                             |                             |
|                                    |                                    |                                    |                           |                           |                             |                             |
| Iscritti                           | Iscritti                           | Iscritti                           | 1 204                     | 100,00                    | 1 204                       | 100,00                      |
| ↳ Votanti (% su iscritti)          | ↳ Votanti (% su iscritti)          | ↳ Votanti (% su iscritti)          | 462                       | 38,37                     | 465                         | 38,62                       |
| ↳ Voti validi (% su votanti)       | ↳ Voti validi (% su votanti)       | ↳ Voti validi (% su votanti)       | 411                       | 88,96                     | 404                         | 86,88                       |
| ↳ Schede non valide (% su votanti) | ↳ Schede non valide (% su votanti) | ↳ Schede non valide (% su votanti) | 51                        | 11,04                     | 61                          | 13,12                       |
| ↳ Astenuti (% su iscritti)         | ↳ Astenuti (% su iscritti)         | ↳ Astenuti (% su iscritti)         | 742                       | 61,63                     | 739                         | 61,38                       |

### XI legislatura
Le votazioni si svolsero in 508 collegi uninominali a doppio turno con la normativa del 1860 (al primo turno un numero di voti maggiore di un terzo degli iscritti al voto).
Errore nel template: Il totale è superiore al numero di votanti.

### XII legislatura
Le votazioni si svolsero in 508 collegi uninominali a doppio turno con la normativa del 1860 (al primo turno un numero di voti maggiore di un terzo degli iscritti al voto).
Errore nel template: Il totale è superiore al numero di votanti nel ballottaggio.

### XIII legislatura
Le votazioni si svolsero in 508 collegi uninominali a doppio turno con la normativa del 1860 (al primo turno un numero di voti maggiore di un terzo degli iscritti al voto).
| Partito                            | Partito                            | Candidato                          | Primo turno 5 novembre 1876 | Primo turno 5 novembre 1876 | Ballottaggio 12 novembre 1876 | Ballottaggio 12 novembre 1876 |
| Partito                            | Partito                            | Candidato                          | Voti                        | %                           | Voti                          | %                             |
| ---------------------------------- | ---------------------------------- | ---------------------------------- | --------------------------- | --------------------------- | ----------------------------- | ----------------------------- |
|                                    | —                                  | Errico Ungaro                      | 446                         | 45,74                       | 309                           | 37,23                         |
|                                    | —                                  | Giovanni di Belgiojoso             | 309                         | 31,69                       | 521                           | 62,77                         |
|                                    | —                                  | Gaetano Di Castagnola Caracciolo   | 220                         | 22,56                       |                               |                               |
|                                    |                                    |                                    |                             |                             |                               |                               |
| Iscritti                           | Iscritti                           | Iscritti                           | 1 919                       | 100,00                      | 1 919                         | 100,00                        |
| ↳ Votanti (% su iscritti)          | ↳ Votanti (% su iscritti)          | ↳ Votanti (% su iscritti)          | 1 106                       | 57,63                       | 1 147                         | 59,77                         |
| ↳ Voti validi (% su votanti)       | ↳ Voti validi (% su votanti)       | ↳ Voti validi (% su votanti)       | 975                         | 88,16                       | 830                           | 72,36                         |
| ↳ Schede non valide (% su votanti) | ↳ Schede non valide (% su votanti) | ↳ Schede non valide (% su votanti) | 131                         | 11,84                       | 317                           | 27,64                         |
| ↳ Astenuti (% su iscritti)         | ↳ Astenuti (% su iscritti)         | ↳ Astenuti (% su iscritti)         | 813                         | 42,37                       | 772                           | 40,23                         |

### XIV legislatura
Le votazioni si svolsero in 508 collegi uninominali a doppio turno con la normativa del 1860 (al primo turno un numero di voti maggiore di un terzo degli iscritti al voto).
| Partito                            | Partito                            | Candidato                          | Risultati 16 maggio 1880 | Risultati 16 maggio 1880 |
| Partito                            | Partito                            | Candidato                          | Voti                     | %                        |
| ---------------------------------- | ---------------------------------- | ---------------------------------- | ------------------------ | ------------------------ |
|                                    | —                                  | Errico Ungaro                      | 658                      | 69,05                    |
|                                    | —                                  | Gaetano Di Castagnola Caracciolo   | 295                      | 30,95                    |
|                                    |                                    |                                    |                          |                          |
| Iscritti                           | Iscritti                           | Iscritti                           | 1 822                    | 100,00                   |
| ↳ Votanti (% su iscritti)          | ↳ Votanti (% su iscritti)          | ↳ Votanti (% su iscritti)          | 986                      | 54,12                    |
| ↳ Voti validi (% su votanti)       | ↳ Voti validi (% su votanti)       | ↳ Voti validi (% su votanti)       | 953                      | 96,65                    |
| ↳ Schede non valide (% su votanti) | ↳ Schede non valide (% su votanti) | ↳ Schede non valide (% su votanti) | 33                       | 3,35                     |
| ↳ Astenuti (% su iscritti)         | ↳ Astenuti (% su iscritti)         | ↳ Astenuti (% su iscritti)         | 836                      | 45,88                    |

### XV legislatura
Le votazioni si svolsero in 135 collegi plurinominali a doppio turno. Come previsto dalla legge elettorale politica del 24 settembre 1882, erano eletti al primo turno i candidati che «hanno ottenuto il maggior numero di voti, purché questo numero oltrepassi l'ottavo del numero degli elettori iscritti» (art. 74) secondo il numero di deputati previsto per il collegio; se il numero di eletti era inferiore al numero di deputati, il ballottaggio era tra i non eletti (in numero doppio rispetto ai deputati ancora da eleggere) che avevano il maggior numero di voti (art. 75) ed era eletto chi otteneva il maggior numero di voti nella seconda votazione (art. 77) oppure, in caso di ugual numero di voti, il maggiore d'età (art. 78).
| Partito                    | Partito                    | Candidato                  | Primo turno 29 ottobre 1882 | Primo turno 29 ottobre 1882 | Ballottaggio 5 novembre 1882 | Ballottaggio 5 novembre 1882 |
| Partito                    | Partito                    | Candidato                  | Voti                        | %                           | Voti                         | %                            |
| -------------------------- | -------------------------- | -------------------------- | --------------------------- | --------------------------- | ---------------------------- | ---------------------------- |
|                            | —                          | Gennaro di San Donato      | 4 563                       | 49,55                       |                              |                              |
|                            | —                          | Valerio Beneventani        | 2 336                       | 25,37                       |                              |                              |
|                            | —                          | Luigi Simeoni              | 2 178                       | 23,65                       |                              |                              |
|                            | —                          | PIetro Rocco               | 1 999                       | 21,71                       |                              |                              |
|                            | —                          | Marco Rocco                | 1 880                       | 20,41                       | 4 002                        | 50,04                        |
|                            | —                          | Carlo Carrelli             | 1 666                       | 18,09                       | 3 893                        | 48,67                        |
|                            | —                          | Vittorio Imbriani          | 1 659                       | 18,01                       |                              |                              |
|                            | —                          | Giuseppe Marino            | 1 624                       | 17,63                       |                              |                              |
|                            | —                          | Francesco Antonio Giordano | 1 583                       | 17,19                       |                              |                              |
|                            | —                          | NIcola Le PIane            | 1 537                       | 16,69                       |                              |                              |
|                            | —                          | Fulgenzio Orilia           | 1 511                       | 16,41                       |                              |                              |
|                            | —                          | Cesare De Martino          | 1 449                       | 15,73                       |                              |                              |
|                            | —                          | Vincenzo PIzzuti           | 1 413                       | 15,34                       |                              |                              |
|                            | —                          | Carlo Gambuzzi             | 1 239                       | 13,45                       |                              |                              |
|                            | —                          | Raffaele Tajani            | 976                         | 10,60                       |                              |                              |
|                            | —                          | Luigi Biondi               | 956                         | 10,38                       |                              |                              |
|                            | —                          | Francesco Auriemma         | 877                         | 9,52                        |                              |                              |
|                            | —                          | Silvestro Zinno            | 734                         | 7,97                        |                              |                              |
|                            | —                          | Antonio Ranieri            | 696                         | 7,56                        |                              |                              |
|                            | —                          | Federico Giordano          | 432                         | 4,69                        |                              |                              |
|                            |                            |                            |                             |                             |                              |                              |
| Iscritti                   | Iscritti                   | Iscritti                   | 15 666                      | 100,00                      | 15 666                       | 100,00                       |
| ↳ Votanti (% su iscritti)  | ↳ Votanti (% su iscritti)  | ↳ Votanti (% su iscritti)  | 9 209                       | 58,78                       | 7 998                        | 51,05                        |
| ↳ Astenuti (% su iscritti) | ↳ Astenuti (% su iscritti) | ↳ Astenuti (% su iscritti) | 6 457                       | 41,22                       | 7 668                        | 48,95                        |

La Giunta delle elezioni, a mezzo di un Comitato inquirente, ritenne provate le accuse di corruzione denunziate contro l'elezione dell'onorevole Rocco Marco. Ne propose quindi l'annullamento e la trasmissione degli atti all'antorità giudiziaria per i procedimenti a termini di legge; tali proposte furono dalla Camera approvate il 9 aprile 1883 e fu indetta un'elezione suppletiva per il 6 maggio 1883.
| Partito                            | Partito                            | Candidato                          | Risultati 6 maggio 1883 | Risultati 6 maggio 1883 |
| Partito                            | Partito                            | Candidato                          | Voti                    | %                       |
| ---------------------------------- | ---------------------------------- | ---------------------------------- | ----------------------- | ----------------------- |
|                                    | —                                  | Marco Rocco                        | 3 111                   | 41,34                   |
|                                    | —                                  | Carlo Carrelli                     | 2 748                   | 36,52                   |
|                                    | —                                  | Vittorio Imbriani                  | 936                     | 12,44                   |
|                                    | —                                  | Carlo Gambuzzi                     | 485                     | 6,45                    |
|                                    | —                                  | Silvestro Zinno                    | 245                     | 3,26                    |
|                                    |                                    |                                    |                         |                         |
| Iscritti                           | Iscritti                           | Iscritti                           | 15 718                  | 100,00                  |
| ↳ Votanti (% su iscritti)          | ↳ Votanti (% su iscritti)          | ↳ Votanti (% su iscritti)          | 7 740                   | 49,24                   |
| ↳ Voti validi (% su votanti)       | ↳ Voti validi (% su votanti)       | ↳ Voti validi (% su votanti)       | 7 525                   | 97,22                   |
| ↳ Schede non valide (% su votanti) | ↳ Schede non valide (% su votanti) | ↳ Schede non valide (% su votanti) | 215                     | 2,78                    |
| ↳ Astenuti (% su iscritti)         | ↳ Astenuti (% su iscritti)         | ↳ Astenuti (% su iscritti)         | 7 978                   | 50,76                   |

### XVI legislatura
Le votazioni si svolsero in 135 collegi plurinominali a doppio turno con la normativa del 1882 (al primo turno un numero di voti maggiore di un ottavo degli iscritti al voto).
| Partito                    | Partito                    | Candidato                  | Risultati 23 maggio 1886 | Risultati 23 maggio 1886 |
| Partito                    | Partito                    | Candidato                  | Voti                     | %                        |
| -------------------------- | -------------------------- | -------------------------- | ------------------------ | ------------------------ |
|                            | —                          | Gennaro di San Donato      | 6 037                    | 52,76                    |
|                            | —                          | Luigi Simeoni              | 5 180                    | 45,27                    |
|                            | —                          | Luigi Carrelli             | 4 410                    | 38,54                    |
|                            | —                          | Vincenzo De Bernardis      | 4 341                    | 37,94                    |
|                            | —                          | Marco Rocco                | 3 889                    | 33,99                    |
|                            | —                          | Pietro Rocco               | 3 684                    | 32,19                    |
|                            | —                          | Francesco Antonio Giordano | 3 436                    | 30,03                    |
|                            | —                          | Valerio Beneventani        | 3 357                    | 29,34                    |
|                            | —                          | Vincenzo Pizzuti           | 3 147                    | 27,50                    |
|                            | —                          | Silvestro Zinno            | 977                      | 8,54                     |
|                            | —                          | Carlo Gambuzzi             | 705                      | 6,16                     |
|                            | —                          | Matteo Melillo             | 322                      | 2,81                     |
|                            |                            |                            |                          |                          |
| Iscritti                   | Iscritti                   | Iscritti                   | 18 157                   | 100,00                   |
| ↳ Votanti (% su iscritti)  | ↳ Votanti (% su iscritti)  | ↳ Votanti (% su iscritti)  | 11 443                   | 63,02                    |
| ↳ Astenuti (% su iscritti) | ↳ Astenuti (% su iscritti) | ↳ Astenuti (% su iscritti) | 6 714                    | 36,98                    |

### XVII legislatura
Le votazioni si svolsero in 135 collegi plurinominali a doppio turno con la normativa del 1882 (al primo turno un numero di voti maggiore di un ottavo degli iscritti al voto).
| Partito                    | Partito                    | Candidato                  | Risultati 23 novembre 1890 | Risultati 23 novembre 1890 |
| Partito                    | Partito                    | Candidato                  | Voti                       | %                          |
| -------------------------- | -------------------------- | -------------------------- | -------------------------- | -------------------------- |
|                            | —                          | Gennaro di San Donato      | 5 696                      | 49,43                      |
|                            | —                          | Marco Rocco                | 5 057                      | 43,88                      |
|                            | —                          | Vincenzo De Bernardis      | 4 761                      | 41,31                      |
|                            | —                          | Luigi Simeoni              | 4 458                      | 38,68                      |
|                            | —                          | Valerio Beneventani        | 4 397                      | 38,16                      |
|                            | —                          | Gaspare Colosimo           | 4 096                      | 35,54                      |
|                            | —                          | Carlo Carrelli             | 3 435                      | 29,81                      |
|                            | —                          | Vincenzo Pizzuti           | 2 705                      | 23,47                      |
|                            | —                          | Ferdinando Bruno           | 2 385                      | 20,70                      |
|                            | —                          | Felice Pirozzi             | 1 552                      | 13,47                      |
|                            | —                          | Matteo Melillo             | 2 905                      | 25,21                      |
|                            |                            |                            |                            |                            |
| Iscritti                   | Iscritti                   | Iscritti                   | 18 854                     | 100,00                     |
| ↳ Votanti (% su iscritti)  | ↳ Votanti (% su iscritti)  | ↳ Votanti (% su iscritti)  | 11 524                     | 61,12                      |
| ↳ Astenuti (% su iscritti) | ↳ Astenuti (% su iscritti) | ↳ Astenuti (% su iscritti) | 7 330                      | 38,88                      |

Numerose proteste per irregolarità e brogli furono avanzate contro l'elezione del solo onorevole Simeoni, ma la Giunta non le ritenne tali da infirmare il risultato della votazione; annullò tuttavia le operazioni di quattro sezioni, e rettificò i voti attribuiti a Simeoni in 4053 e a Colosimo (non eletto) in 3945. Propose quindi la convalidazione dell'elezione dell'onorevole Simeoni che la Camera approvò il 29 aprile 1891, coll'invio all'autorità giudiziaria dei verbali delle 4 sezioni di cui si erano annullate le operazioni.

### XVIII legislatura
Le votazioni si svolsero in 508 collegi uninominali a doppio turno. Come previsto dalla legge elettorale politica del 28 giugno 1892, era eletto al primo turno il candidato che «ha ottenuto un numero di voti maggiore del sesto del numero totale degli elettori iscritti nella lista del collegio e più della metà dei suffragi dati dai votanti» escludendo le schede nulle (art. 74). Se nessun candidato era eletto, al ballottaggio tra i due candidati con più voti (art. 75) era eletto chi otteneva il maggior numero di voti oppure, in caso di ugual numero di voti, il maggiore d'età (art. 77).
| Partito                            | Partito                            | Candidato                          | Risultati 6 novembre 1892 | Risultati 6 novembre 1892 |
| Partito                            | Partito                            | Candidato                          | Voti                      | %                         |
| ---------------------------------- | ---------------------------------- | ---------------------------------- | ------------------------- | ------------------------- |
|                                    | —                                  | Errico Ungaro                      | 1 718                     | 79,72                     |
|                                    | —                                  | Matteo Renato Imbriani             | 437                       | 20,28                     |
|                                    |                                    |                                    |                           |                           |
| Iscritti                           | Iscritti                           | Iscritti                           | 4 208                     | 100,00                    |
| ↳ Votanti (% su iscritti)          | ↳ Votanti (% su iscritti)          | ↳ Votanti (% su iscritti)          | 2 197                     | 52,21                     |
| ↳ Voti validi (% su votanti)       | ↳ Voti validi (% su votanti)       | ↳ Voti validi (% su votanti)       | 2 155                     | 98,09                     |
| ↳ Schede non valide (% su votanti) | ↳ Schede non valide (% su votanti) | ↳ Schede non valide (% su votanti) | 42                        | 1,91                      |
| ↳ Astenuti (% su iscritti)         | ↳ Astenuti (% su iscritti)         | ↳ Astenuti (% su iscritti)         | 2 011                     | 47,79                     |

### XIX legislatura
Le votazioni si svolsero in 508 collegi uninominali a doppio turno con la normativa del 1892 (al primo turno un numero di voti maggiore di un sesto degli iscritti al voto).
| Partito                            | Partito                            | Candidato                          | Risultati 26 maggio 1895 | Risultati 26 maggio 1895 |
| Partito                            | Partito                            | Candidato                          | Voti                     | %                        |
| ---------------------------------- | ---------------------------------- | ---------------------------------- | ------------------------ | ------------------------ |
|                                    | —                                  | Errico Ungaro                      | 1 040                    | 96,21                    |
|                                    | —                                  | Bartolomeo Binda                   | 41                       | 3,79                     |
|                                    |                                    |                                    |                          |                          |
| Iscritti                           | Iscritti                           | Iscritti                           | 2 433                    | 100,00                   |
| ↳ Votanti (% su iscritti)          | ↳ Votanti (% su iscritti)          | ↳ Votanti (% su iscritti)          | 1 164                    | 47,84                    |
| ↳ Voti validi (% su votanti)       | ↳ Voti validi (% su votanti)       | ↳ Voti validi (% su votanti)       | 1 081                    | 92,87                    |
| ↳ Schede non valide (% su votanti) | ↳ Schede non valide (% su votanti) | ↳ Schede non valide (% su votanti) | 83                       | 7,13                     |
| ↳ Astenuti (% su iscritti)         | ↳ Astenuti (% su iscritti)         | ↳ Astenuti (% su iscritti)         | 1 269                    | 52,16                    |

### XX legislatura
Le votazioni si svolsero in 508 collegi uninominali a doppio turno con la normativa del 1892 (al primo turno un numero di voti maggiore di un sesto degli iscritti al voto).
| Partito                            | Partito                            | Candidato                          | Risultati 21 marzo 1897 | Risultati 21 marzo 1897 |
| Partito                            | Partito                            | Candidato                          | Voti                    | %                       |
| ---------------------------------- | ---------------------------------- | ---------------------------------- | ----------------------- | ----------------------- |
|                                    | —                                  | Errico Ungaro                      | 841                     | 56,33                   |
|                                    | —                                  | Carlo Cucca                        | 343                     | 22,97                   |
|                                    | —                                  | Roberto Marvasi                    | 218                     | 14,60                   |
|                                    | —                                  | Achille Guardati                   | 91                      | 6,10                    |
|                                    |                                    |                                    |                         |                         |
| Iscritti                           | Iscritti                           | Iscritti                           | 2 716                   | 100,00                  |
| ↳ Votanti (% su iscritti)          | ↳ Votanti (% su iscritti)          | ↳ Votanti (% su iscritti)          | 1 541                   | 56,74                   |
| ↳ Voti validi (% su votanti)       | ↳ Voti validi (% su votanti)       | ↳ Voti validi (% su votanti)       | 1 493                   | 96,89                   |
| ↳ Schede non valide (% su votanti) | ↳ Schede non valide (% su votanti) | ↳ Schede non valide (% su votanti) | 48                      | 3,11                    |
| ↳ Astenuti (% su iscritti)         | ↳ Astenuti (% su iscritti)         | ↳ Astenuti (% su iscritti)         | 1 175                   | 43,26                   |

### XXI legislatura
Le votazioni si svolsero in 508 collegi uninominali a doppio turno con la normativa del 1892 (al primo turno un numero di voti maggiore di un sesto degli iscritti al voto).

### XXII legislatura
Le votazioni si svolsero in 508 collegi uninominali a doppio turno con la normativa del 1892 (al primo turno un numero di voti maggiore di un sesto degli iscritti al voto).

### XXIII legislatura
Le votazioni si svolsero in 508 collegi uninominali a doppio turno con la normativa del 1892 (al primo turno un numero di voti maggiore di un sesto degli iscritti al voto).

### XXIV legislatura
Le votazioni si svolsero negli stessi 508 collegi uninominali già esistenti ma, come previsto dal regio decreto del 26 giugno 1913, era eletto al primo turno il candidato che «ha ottenuto un numero di voti maggiore del decimo del numero totale degli elettori del collegio e più della metà dei suffragi dati dai votanti» escludendo le schede nulle (art. 91). Se nessun candidato era eletto, al ballottaggio tra i due candidati con più voti (art. 92) era eletto chi otteneva il maggior numero di voti oppure, in caso di ugual numero di voti, il maggiore d'età (art. 93).